# Zuid-Duits voetbalkampioenschap 1921/22
In 1921/22 werd het 22ste voetbalkampioenschap gespeeld dat georganiseerd werd door de Zuid-Duitse voetbalbond. Wacker München werd kampioen en plaatste zich voor de eindronde om de Duitse landstitel. Als verdedigend landskampioen was ook 1. FC Nürnberg, dat zich niet voor de Zuid-Duitse eindronde geplaatst had gekwalificeerd voor de eindronde. Wacker München versloeg Arminia Bielefeld en werd dan door Hamburger SV verslagen. Nürnberg versloeg SpVgg 1899 Leipzig-Lindenau en Norden-Nordwest Berlin.
De finale was tussen titelverdediger Nürnberg en HSV, de nieuwe voetbalmacht uit het noorden. De eerste wedstrijd van de finale eindigde op 2-2 na drie uur en negen minuten toen de wedstrijd gestaakt werd door invallende duisternis. In de replay, zeven weken later, stond het na de reguliere speeltijd 1-1 gelijk. Nürnberg speelde nog maar met acht man (één rode kaart en twee blessures). Toen in de eerste verlenging een tweede speler van het veld gestuurd werd en Nürnberg nog maar met zeven was floot scheidsrechter Peco Bauwens de wedstrijd na de eerste verlenging af. Volgens de regel mocht er geen tweede verlenging meer komen als één partij nog maar zeven spelers telde.
In november reikte de DFB de titel uit aan HSV die ze uiteindelijk weigerde. Tot op heden houdt de club vol dat het dat deed op aandringen van de bond maar de werkelijke achtergrond zal voor altijd onbekend blijven.

## Eindronde

### Kwalificatie
|              |              |       |                              |  |
| 9 april 1922 | VfR Mannheim | 2 - 0 | Frankfurter FC Germania 1894 |  |
| 9 april 1922 |              |       |                              |  |

### Halve Finale
|               |                          |       |                                    |  |
| 30 april 1922 | VfB Borussia Neunkirchen | 1 - 0 | Stuttgarter Turn- und Sportfreunde |  |
| 30 april 1922 |                          |       |                                    |  |

|            |                   |       |              |  |
| 7 mei 1922 | FC Wacker München | 4 - 1 | VfR Mannheim |  |
| 7 mei 1922 |                   |       |              |  |

### Finale
|             |                   |              |                          |                   |
| 14 mei 1922 | FC Wacker München | 2 - 1 (n.v.) | VfB Borussia Neunkirchen | Frankfurt am Main |
| 14 mei 1922 |                   |              |                          | Frankfurt am Main |